# Кшиштоф Влодарчик
Кшиштоф Влодарчик (пол. Krzysztof Włodarczyk; 19 вересня 1981) — польський боксер-професіонал, чемпіон світу за версіями IBF (2006—2007) і WBC (2010—2014) у першій важкій вазі. Переміг 6 бійців за титул чемпіона світу.

## Любительська кар'єра
Любительська кар'єра Влодарчика була короткою оскільки у професіонали перейшов з 19 року життя. Його великим успіхом було третє місце на чемпіонаті Європи серед кадетів 1997 року. Два роки був чемпіоном Польщі серед юніорів та два рази чемпіоном Польщі серед молоді. Як любитель провів 66 боїв, у 61 з них виграв (44 достроково).

## Професійна кар'єра
Професійну кар'єру почав 10 червня 2000 року, перемігши нокаутом у другому раунді болгарина Андрія Георгієва. 
7 грудня 2001 року бився за вакантний пояс інтерконтинентального чемпіона IBF у першій важкій вазі. Переміг технічним нокаутом в 10 раунді італійця Вінченцо Россіто.  
21 вересня 2002 року він виграв титул міжнародного чемпіона Польщі у першій важкій вазі.
У своєму 21 бою, 26 квітня 2003 року зазнав першої поразки. Програв за очками Павлу Мелкомяну. Переможець отримав інтерконтинентальний пояс чемпіона федерації WBA. 
13 грудня 2003 року завоював титул молодіжного чемпіоном світу WBC, перемігши за очками росіянина Сергія Караневіча.
5 червня 2004 року завоював, перемігши француза Алена Сімона, вакантний пояс чемпіона світу Федерації WBF.
16 квітня 2005 року завоював титул чемпіона Європейського Союзу за версією EBU, нокаутувавши німця Рудіґера Мая.
25 березня 2006 переміг колишнього чемпіона світу IBF Імаму Мейфілда і здобув пояс чемпіона за версією IBC. 
25 листопада 2006 Кшиштоф Влодарчик завоював вакантний титул чемпіона світу федерації IBF, перемігши за очками американця Стіва Каннінгема. 26 травня 2007 у реваншовому бою програв американцю.
20 жовтня 2007 другий раз у кар'єрі, завоював вакантний пояс федерації IBC, нокаутуючи американця Домініка Олександра. 
16 травня 2009 року бій з чемпіоном світу за версією WBC у першій важкій вазі Джакоббе Фрагомені (Італія) розділеним рішенням суддів завершився внічию, хоча в 9 раунді італієць був в нокдауні. Проте в бою 15 травня 2010 Влодарчик завоював вакантний пояс WBC, здобувши перемогу над Фрагомені технічним нокаутом у восьмому раунді. Захистив титул шість разів, у тому числі проти Денні Гріна (Австралія), Рахіма Чахкієва (Росія) і знов проти Джакоббе Фрагомені.
27 вересня 2014 року втратив титул, програвши одностайним рішенням Григорію Дрозду (Росія).
21 жовтня 2017 року у чвертьфіналі турніру Всесвітньої боксерської суперсерії у першій важкій вазі зустрівся з Муратом Гассієвим (Росія), який виявився занадто складним суперником для поляка. Поєдинок, на кону якого був титул чемпіона світу за версією IBF, завершився нокаутом Влодарчика у третьому раунді.
Продовжуючи виступи, Влодарчик впродовж 2018—2023 років здобув дев'ять перемог над суперниками невисокого рівня.